# Bushismo
Bushismo refere-se às declarações não convencionais, frases, pronúncias, lapsos freudianos, malapropismos, bem como erros semânticos ou linguísticos no discurso público do ex-presidente dos Estados Unidos George W. Bush. O termo Bushismo tornou-se parte do folclore popular e é a base de vários sites e livros publicados. Muitas vezes é usado para caricaturar o ex-presidente. As características comuns incluem malapropismos, a criação de neologismos, Antístrofe, palavras sem sentido e concordância não gramatical sujeito-verbo.

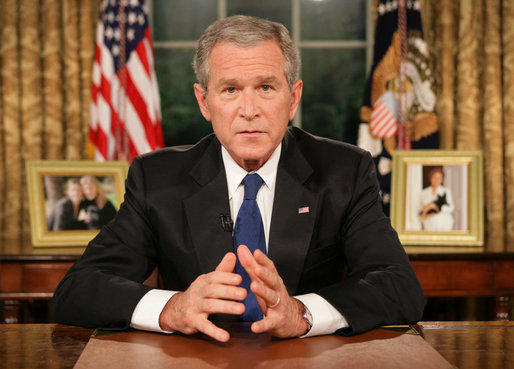
George W. Bush em 2007